# Albert Demangeon
Albert Jean Marie Eugène Demangeon  (* 13. Juni 1872 in Cormeilles, Eure; † 25. Juli 1940 in Paris) war ein französischer Geograph. Er gilt als ein Modernisierer der Geographie und des Geographieunterrichts.
Demangeon war Schüler von Paul Vidal de la Blache. 1905 promovierte er im Bereich der Regionalen Geographie Frankreichs. Er wurde Professor in Lille, danach an der Sorbonne (1911), wo er sich der Humangeographie hinwendete.